# Pierluigi Rottigni
Pierluigi Rottigni   (Vertova, 16 de desembre de 1947) és un antic pilot d'enduro italià que va guanyar quatre campionats d'Itàlia i va obtenir una victòria individual i una per equips al Vas d'argent als Sis Dies Internacionals (ISDT).

## Biografia
Rottigni va debutar en competicions d'enduro el 1964. El 1968 va guanyar el campionat d'Itàlia de 100 cc amb una Moto Morini. El 1972 va canviar a SWM i amb aquesta marca va ser tercer al Campionat d'Europa de 125 cc. El 1973 va guanyar la Valli Bergamasche i fou subcampió d'Europa, un èxit que va repetir els dos anys següents. El 1974 va obtenir la victòria individual en la categoria dels 125cc als ISDT de Camerino (Itàlia). El 1975 va guanyar el campionat d'Itàlia de 125 cc i, com a membre de la selecció italiana, el Vas d'argent als ISDT de l'illa de Man.
El 1976 va passar a la categoria de 175 cc i en va ser tercer al Campionat d'Europa. Als ISDT hi va guanyar una medalla d'or i va acabar tercer amb l'equip italià al Vas d'argent. Els anys 1977 i 1978 va tornar a guanyar el campionat d'Itàlia de 125 cc amb una SWM.
Un cop retirat de les competicions el 1982, Rottigni va esdevenir director tècnic de la selecció italiana d'enduro. Sota la seva direcció, la selecció va guanyar dos Trofeus (1986 i 1989) i dos Trofeus Júnior (1986 i 1988) als ISDE. Del 1990 al 1995, Pierluigi Rottigni va dirigir l'equip d'enduro d'Aprilia.